# Andrew Charlton

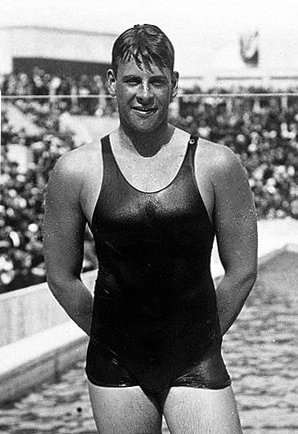
Andrew („Boy“) Charlton, 1924

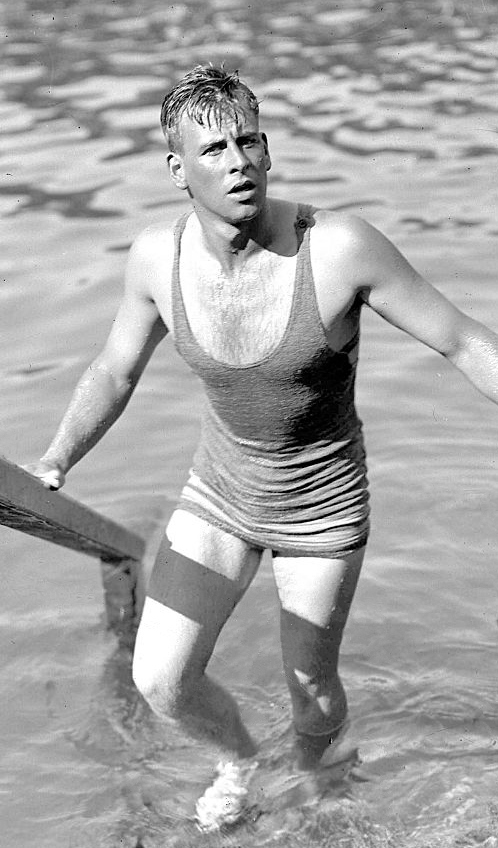
Andrew („Boy“) Charlton, 1928

Andrew Murray „Boy“ Charlton (* 12. August 1907 in Crows Nest; † 10. Dezember 1975 in Avalon, New South Wales) war ein australischer Schwimmer.
Er nahm zwischen 1924 und 1932 an drei Olympischen Sommerspielen teil. Er wurde bei den Olympischen Spielen 1924 Olympiasieger über 1500 m Freistil, gewann Silber mit der australischen 4 × 200-m-Freistilstaffel und Bronze über 400 m Freistil. Nach den Olympischen Spielen 1928, bei denen er nochmals die Silbermedaille über 400 m und 1500 m Freistil gewann, erklärte er seinen Rücktritt vom Schwimmsport. 1932 kehrte er trotzdem noch einmal ins Becken zurück, konnte aber bei den Olympischen Spielen in Los Angeles wegen Übergewicht und durch eine Grippe geschwächt nicht mehr in den Endlauf gelangen.
Im Jahr 1972 wurde er in die Ruhmeshalle des internationalen Schwimmsports aufgenommen.